# MTV Video Music Brasil 2008

Logotipo do VMB 2008

Video Music Brasil 2008 foi a décima quarta edição da premiação. Ocorrida no dia 2 de outubro de 2008 e transmitida ao vivo do Credicard Hall, em São Paulo, às 22 horas pela MTV Brasil, esta edição foi apresentada pelo VJ Marcos Mion. Marcelo Adnet, também VJ da MTV Brasil, foi o comentarista do evento.

## Premiados e indicados
| Categoria                      | Vencedor                                                                   | Indicados |
| ------------------------------ | -------------------------------------------------------------------------- | --- |
| Artista do ano                 | NX Zero                                                                    | Bonde do Rolê Cachorro Grande Cansei de Ser Sexy Charlie Brown Jr. Fresno Mallu Magalhães Nando Reis Pitty Vanessa da Mata |
| Hit do ano                     | NX Zero - Pela Última Vez                                                  | Charlie Brown Jr. - Pontes Indestrutíveis Fresno - Uma Música Strike - Paraíso Proibido Vanessa da Mata e Ben Harper - Boa Sorte/Good Luck |
| Banda ou artista revelação     | Strike                                                                     | Mallu Magalhães Ponto de Equilíbrio Roberta Sá Vanguart |
| Aposta MTV                     | Garotas Suecas                                                             | 3namassa China Rosana Bronk's Turbo Trio |
| Videoclipe do ano              | NX Zero - Pela Última Vez (Diretores: Fabrizio Martinelli/Paulinho Caruso) | Bonde do Rolê - Solta O Frango (Diretor: Barney Clay) Cachorro Grande - Roda Gigante (Diretor: Ricardo Spencer) Cansei de Ser Sexy - Rat Is Dead (Diretor: Nima Nourizadeh) Charlie Brown Jr. - Pontes Indestrutíveis (Diretores: Ludimilla Rossi/Matheus Ruas) CPM 22 - Escolhas, Provas e Promessas (Diretor: Rodrigo Lewkowicz) Marcelo D2 - Desabafo (Diretor: Johnny Araújo) Nação Zumbi - Bossa Nostra (Diretor: Ricardo Carelli) O Rappa - Monstro Invisível (Diretores: Luciana Bezerra/Gustavo Melo) Pitty - De Você (Diretor: André Moraes) |
| Show do Ano                    | Pitty                                                                      | Cachorro Grande Mallu Magalhães Os Paralamas do Sucesso e Titãs Zeca Pagodinho |
| Web Hit                        | Dança do Quadrado                                                          | A Drag a Gozar A Gaga de Ilhéus As Meninas de Inri Cristo MC Créu |
| Vc Fez                         | Fábio Vianna (Versão de Uma Música)                                        | Eduardo Henrique (Versão de Boa Sorte/Good Luck) Geraldo José (Versão de Paraíso Proibido) Rafael Gonçalves Micheletto (Versão de Pela Última Vez) Vinícius Neo (Versão de Boa Sorte/Good Luck) |
| Vocalista - Banda dos Sonhos   | Marcelo D2                                                                 | |
| Guitarrista - Banda dos Sonhos | Chimbinha - Banda Calypso                                                  | |
| Baixista - Banda dos Sonhos    | Bi Ribeiro - Os Paralamas do Sucesso                                       | |
| Baterista - Banda dos Sonhos   | João Barone - Os Paralamas do Sucesso                                      | |
| Artista Internacional do Ano   | Paramore                                                                   | Amy Winehouse Britney Spears Coldplay Justice Kanye West Katy Perry Madonna MGMT Radiohead |
| Homenagem                      | Andreas Kisser - Sepultura                                                 | |

## Banda dos Sonhos
- Vocalista: Marcelo D2
- Guitarrista: Chimbinha (Banda Calypso)
- Baixista: Bi Ribeiro (Os Paralamas do Sucesso)
- Baterista: João Barone (Os Paralamas do Sucesso)

Video Music Brasil de banda dos sonhos

## Homenagem
- Andreas Kisser (Sepultura)

## Shows
| Shows do VMB 2008                                            |
| ------------------------------------------------------------ |
| Ben Harper and The Innocent Criminals - "In The Colors"      |
| Vanessa da Mata e Ben Harper - "Boa Sorte/Good Luck"         |
| Marcelo D2 - "Desabafo"                                      |
| Nove Mil Anjos - "Chuva Agora"                               |
| Bloc Party - "Talons"/"Banquet"                              |
| Bonde do Rolê - "Solta o Frango"/"Office Boy"/"Mais Uma Vez" |
| Banda dos Sonhos - "Acelerou"                                |
| Pitty e Cascadura - "Inside The Beer Bottle"                 |
| Fresno e Chitãozinho & Xororó - "Evidências"                 |

O VMB 2008 também contou com várias intermissões musicais humorísticas de Marcelo Adnet e Kiabbo e um solo curto de guitarra por Andreas Kisser, além de um número gravado em estúdio para o encerramento do VMB, em que Adnet e vários artistas cantaram "Furfles Feelings".

## Apresentadores
| Apresentador (es)                              | Apresentou…                              |
| ---------------------------------------------- | ---------------------------------------- |
| Marcos Mion                                    | Apresentador Geral                       |
| Arlindo Cruz e Maria Rita                      | Show de Marcelo D2                       |
| Beto Bruno e Sandy                             | Show da Nove Mil Anjos                   |
| Dinho Ouro Preto                               | Show do Bloc Party                       |
| Mulher Jaca, Mulher Melão e Mulher Moranguinho | Show do Bonde do Rolê                    |
| Penélope Nova                                  | Show de Pitty e Cascadura                |
| Marina de La Riva                              | Solo de Andreas Kisser                   |
| Joelma e Chimbinha                             | Show de de Fresno e Chitãozinho & Xororó |
| NX Zero                                        | Categoria Banda / Artista Revelação      |
| João Gordo e Lobão                             | Categoria Aposta MTV                     |
| Alice Braga e Rogério Flausino                 | Categoria Videoclipe do Ano              |
| Ben Harper e Vanessa da Mata                   | Categoria Show do Ano                    |
| Mallu Magalhães e Paulo Miklos                 | Categoria Web Hit                        |
| MariMoon                                       | Categoria Vc Fez                         |
| Carol Ribeiro e Ed Motta                       | Categoria Artista Internacional do Ano   |
| Adriane Galisteu e Danilo Gentili              | Categoria Hit do Ano                     |
| César Cielo e Fofão                            | Categoria Artista do Ano                 |

## Fatos e curiosidades
- Um momento desastroso no VMB de 2008 aconteceu no show da banda inglesa Bloc Party. A apresentação da banda é considerada uma das piores da história da premiação. O maior motivo foi a performance com o auxilio de um playback, além de uma queda do palco com o vocalista Kele Okereke. O show da banda foi extremamente vaiado pelo público, e rendeu um comentário irônico de Marcos Mion, dizendo que "quem sabe, faz ao vivo" (em referência ao bordão do apresentador Fausto Silva).
- Quando a banda NX Zero foi anunciada como vencedora na categoria Artista do Ano, a cantora Ana Bernardino do grupo Bonde do Rolê subiu no palco e tentou tirar o microfone da banda, sendo empurrada para fora do palco. Bernardino subiu novamente e declarou que o prêmio deveria ter sido para seu grupo.
- Na abertura da premiação, Marcos Mion chegou ao palco carregado por balões, numa paródia ao padre Adelir de Carli. O apresentador prosseguiu parodiando músicas e visuais de Vanessa da Mata, NX Zero, Mallu Magalhães, Chorão e Caetano Veloso.